# Eugenia Costantini
Eugenia Costantini (Roma, 2 agosto 1984) è un'attrice italiana.

## Biografia
È figlia dell'attrice Laura Morante e del regista Daniele Costantini. Ha frequentato le scuole in Francia e ha successivamente frequentato la facoltà di Filosofia senza però terminare gli studi. Ha poi studiato recitazione presso la scuola internazionale "Circo a Vapore"; ha frequentato vari corsi di teatro gestuale, mimo, e danza contemporanea, e dal 2011, grazie alla vittoria del Susan Batson Award per il film Diciotto anni dopo, inizia un percorso di studi presso l'omonima scuola di New York.
In Francia debutta come attrice nel 1995, recitando nella miniserie TV La rivière Espérance, per la regia di Josée Dayan. In Italia debutta invece nel 1996 nel film Ferie d'agosto, nel 2002 nel film TV Una vita sottile, per la regia di Gianfranco Albano, e al cinema, nel 2005, con i film Manuale d'amore, per la regia di Giovanni Veronesi, e Tickets, co-produzione internazionale diretta da Ermanno Olmi, Abbas Kiarostami e Ken Loach. Nel 2007 ritorna nelle sale con il film Manuale d'amore 2 - Capitoli successivi, regia di Giovanni Veronesi, e nel 2008 sul piccolo schermo con la seconda stagione della sitcom Boris, sceneggiatura e regia di Giacomo Ciarrapico, Mattia Torre e Luca Vendruscolo.
Nel 2009 è sul grande schermo con Feisbum - Il film, pellicola in otto episodi ispirata al social network Facebook, e con Le ombre rosse per la regia di Citto Maselli, mentre il 2010 è l'anno del film Diciotto anni dopo, regia di Edoardo Leo e Questo mondo è per te (2011) di Francesco Falaschi. 
Nel 2010 recita anche in teatro negli spettacoli Intrattenimento violento di e con Eleonora Danco e Quattro sorelle, per la regia di Enrico Lamanna, al fianco di Rosalinda Celentano, Antonella Attili, Selvaggia Quattrini, e Lisa Gastoni.
Nel 2012 partecipa al documentario Suicidio Italia-Storie di estrema dignità di Filippo Soldi, in teatro comincia una collaborazione con Luciano Melchionna nel suo Dignità autonome di prostituzione, e in televisione interpreta Silvia Tortora nella miniserie Il caso Enzo Tortora - Dove eravamo rimasti?, per la regia di Ricky Tognazzi. 
Sempre nel 2012 è protagonista femminile nel film austriaco La montagna silenziosa di Ernst Gossner, in cui recita al fianco di William Moseley. Alla fine dell'anno interpreta il personaggio di Luna per Paolo Genovese nella commedia corale Una famiglia perfetta, dove recita accanto a Sergio Castellitto e Marco Giallini. Nel 2013 è nello spettacolo È andata così-La vita 2.0, scritto da Giacomo Ciarrapico e diretto da Claudio Boccaccini.
Nel 2014 torna a lavorare sia per il cinema che per il teatro: fa parte del cast di Maraviglioso Boccaccio, film di Paolo e Vittorio Taviani ispirato al Decameron di Boccaccio, in cui interpreta Neifile, una delle giovani novellatrici, e in teatro viene scelta da Carlo Cecchi per interpretare il ruolo di Viola ne La dodicesima notte di William Shakespeare, spettacolo con il quale sarà in tournée in Italia nel 2015. 
Nel 2016 è anche nel cast del film L'età d'oro di Emanuela Piovano, nel quale recita accanto a Laura Morante, Giselda Volodi, Gigio Alberti, e Stefano Fresi. L'anno successivo, nel 2017, è protagonista di un'importante esperienza televisiva partecipando come concorrente del reality show, sesta edizione, di Pechino Express - Verso il Sol Levante, insieme alla costumista Agata Cannizzaro, attuale moglie di suo padre. La coppia, con il nome di "Figlia e Matrigna", è stata eliminata a metà della quinta puntata.

## Filmografia

### Cinema
- Je me raconte un homme, regia di Marie Noelle-Sehr (1995)
- Ferie d'agosto, regia Paolo Virzì (1996)
- Manuale d'amore, regia di Giovanni Veronesi (2005)
- Tickets, regia di Abbas Kiarostami, Ken Loach e Ermanno Olmi (2005)
- Manuale d'amore 2 - Capitoli successivi, regia di Giovanni Veronesi (2007)
- Come le formiche - Wine and Kisses, regia di Ilaria Borrelli (2007)
- Feisbum - Il film, regia di Mauro Mancini, episodio Siempre! (2009)
- Diciotto anni dopo, regia di Edoardo Leo (2009)
- Le ombre rosse, regia di Francesco Maselli (2009)
- Questo mondo è per te, regia di Francesco Falaschi (2010)
- Boris - Il film, regia di Giacomo Ciarrapico, Mattia Torre e Luca Vendruscolo (2011)
- Una famiglia perfetta, regia di Paolo Genovese (2012)
- La montagna silenziosa, regia di Ernst Gossner (2013)
- Maraviglioso Boccaccio, regia di Paolo e Vittorio Taviani (2015)
- Assolo, regia di Laura Morante (2016)
- L'età d'oro, regia di Emanuela Piovano (2016)
- Terapia di coppia per amanti, regia di Alessio Maria Federici (2017)
- La tristezza ha il sonno leggero, regia di Marco Mario de Notaris (2021)

### Televisione
- La rivière Espérance, regia di Josée Dayan (1995)
- Una vita sottile, regia di Gianfranco Albano – film TV (2002)
- Salvo D'Acquisto, regia di Alberto Sironi – miniserie TV (2003)
- Piper, regia di Carlo Vanzina – film TV (2007)
- Boris – serie TV, 16 episodi (2008-2010-2022)
- Ne parliamo a cena – serie TV, episodio 1x01 (2008)
- Caterina e le sue figlie – serie TV (2009)
- R.I.S. Roma - Delitti imperfetti – serie TV (2010-2012)
- Nero Wolfe – serie TV, 1 episodio (2012)
- Il caso Enzo Tortora - Dove eravamo rimasti?, regia di Ricky Tognazzi – miniserie TV (2012)
- Speravo de morì prima, regia di Luca Ribuoli – miniserie TV, 3 episodi (2021)
- A casa tutti bene - La serie – serie TV (2021-in corso)
- Alphonse - serie TV (2023)

## Teatro
- Intrattenimento violento di Eleonora Danco (2010)
- Quattro sorelle regia di Enrico Lamanna (2010)
- Dignità autonome di prostituzione, regia di Luciano Melchionna (2012-2013)
- È andata così - La vita 2.0 di Giacomo Ciarrapico, regia di Claudio Boccaccini (2014)
- La dodicesima notte regia di Carlo Cecchi (2014-2015)
- Locandiera B&B, regia di Edoardo Erba (2017)